# كلارنس شو
كلارنس شو (بالإنجليزية: Clarence Shaw)‏ هو عازف جاز أمريكي، ولد في 16 يونيو 1926 في ديترويت في الولايات المتحدة، وتوفي في 17 أغسطس 1973 في لوس أنجلوس في الولايات المتحدة.

## وصلات خارجية
- كلارنس شو على موقع ميوزك برينز (الإنجليزية)
- كلارنس شو على موقع ديسكوغز (الإنجليزية)